# Skårupøre Sund
Skårupøre Sund är ett sund i Danmark.   Det ligger i Region Syddanmark, i den södra delen av landet, 140 km sydväst om huvudstaden Köpenhamn.